# Brexit-Steuerbegleitgesetz
Das Gesetz über steuerliche und weitere Begleitregelungen zum Austritt des Vereinigten Königreichs Großbritannien und Nordirland aus der Europäischen Union (Brexit-Steuerbegleitgesetz – Brexit-StBG) vom 25. März 2019 ist ein Artikelgesetz, das verschiedene Steuergesetze und Vorschriften betreffend den Finanzmarkt mit Wirkung zum 29. März 2019 geändert hat. Ziel des Gesetzes ist, die Auswirkungen des Austritts Großbritanniens aus der Europäischen Union gesetzlich abzubilden, da regelmäßig auf Grund des unionsrechtlichen Primär- und Sekundärrechts für EU-/EWR-Sachverhalte günstigere Rechtsfolgen vorgesehen sind als für Drittstaaten-Sachverhalte.